# Liste der Monuments historiques in Buxières-lès-Clefmont
Die Liste der Monuments historiques in Buxières-lès-Clefmont führt die Monuments historiques in der französischen Gemeinde Buxières-lès-Clefmont auf.

## Liste der Immobilien
| Bezeichnung    | Beschreibung            | Standort               | Kennzeichnung | Schutzstatus | Datum | Bild |
| -------------- | ----------------------- | ---------------------- | ------------- | ------------ | ----- | ---- |
| Kirche St-Èvre | aus dem 13. Jahrhundert | Rue de l’Église (Lage) | PA00078978    | Inscrit      | 1929  |      |

## Liste der Objekte
| Bezeichnung      | Beschreibung             | Standort                     | Kennzeichnung | Schutzstatus | Datum | Bild |
| ---------------- | ------------------------ | ---------------------------- | ------------- | ------------ | ----- | ---- |
| Prozessionskreuz | Metall, versilbert, 1771 | in der Kirche St-Èvre (Lage) | PM52000200    | Classé       | 1976  |      |